# 福井県道254号上志比インター線
福井県道254号上志比インター線（ふくいけんどう254ごう かみしひインターせん）は福井県吉田郡永平寺町に終始する、一般県道である。

## 路線概要
中部縦貫自動車道上志比ICと、同自動車道の北側に並行する国道416号を結ぶ役割を持つ路線。全区間をえちぜん鉄道勝山永平寺線と立体交差する上志比跨線橋、およびそのアプローチスロープで占めている。

### 路線データ
- 起点：福井県吉田郡永平寺町牧福島
- 終点：同上
- 規格 : 第3種第3級
- 総延長 : 0.4 km
- 車線数 : 2車線
- 設計速度 : 50 km/h

但し、全区間とも制限速度40 km/hにて供用している。

## 道路状況
中部縦貫自動車道 勝山IC - 上志比ICと同日の2009年（平成21年）3月28日、全線一斉に供用開始。
ごく短距離で途中交差点も無いが、上志比跨線橋のアップダウンがあるため見通しが利かない。跨線橋両端ともに、下り勾配直後の信号交差点があるので、停止線オーバーや追突に注意。
同自動車道の上志比IC - 永平寺東ICが未供用のため、当初は当該区間を繋ぐルートの一部としても利用されていたが、2013年7月に上志比IC交差点より福井県道112号栃神谷鳴鹿森田線を経由し、えちぜん鉄道の南側のみを通る短絡ルートの供用を開始している。

## 接続路線
- 中部縦貫自動車道 上志比インターチェンジ
- 国道416号
- 福井県道112号栃神谷鳴鹿森田線
- 福井県道255号牧福島上荒川線